# Розиньяно-Монферрато
Розиньяно-Монферрато (итал. Rosignano Monferrato) — коммуна в Италии, располагается в регионе Пьемонт, в провинции Алессандрия.
Население составляет 1702 человека (2008 г.), плотность населения составляет 89 чел./км². Занимает площадь 19 км². Почтовый индекс — 15030. Телефонный код — 0142.
Покровителем коммуны почитается святой мученик Виктор Мавр, празднование 8 мая.

## Демография
Динамика населения:

## Администрация коммуны
- Официальный сайт: